# San Frediano

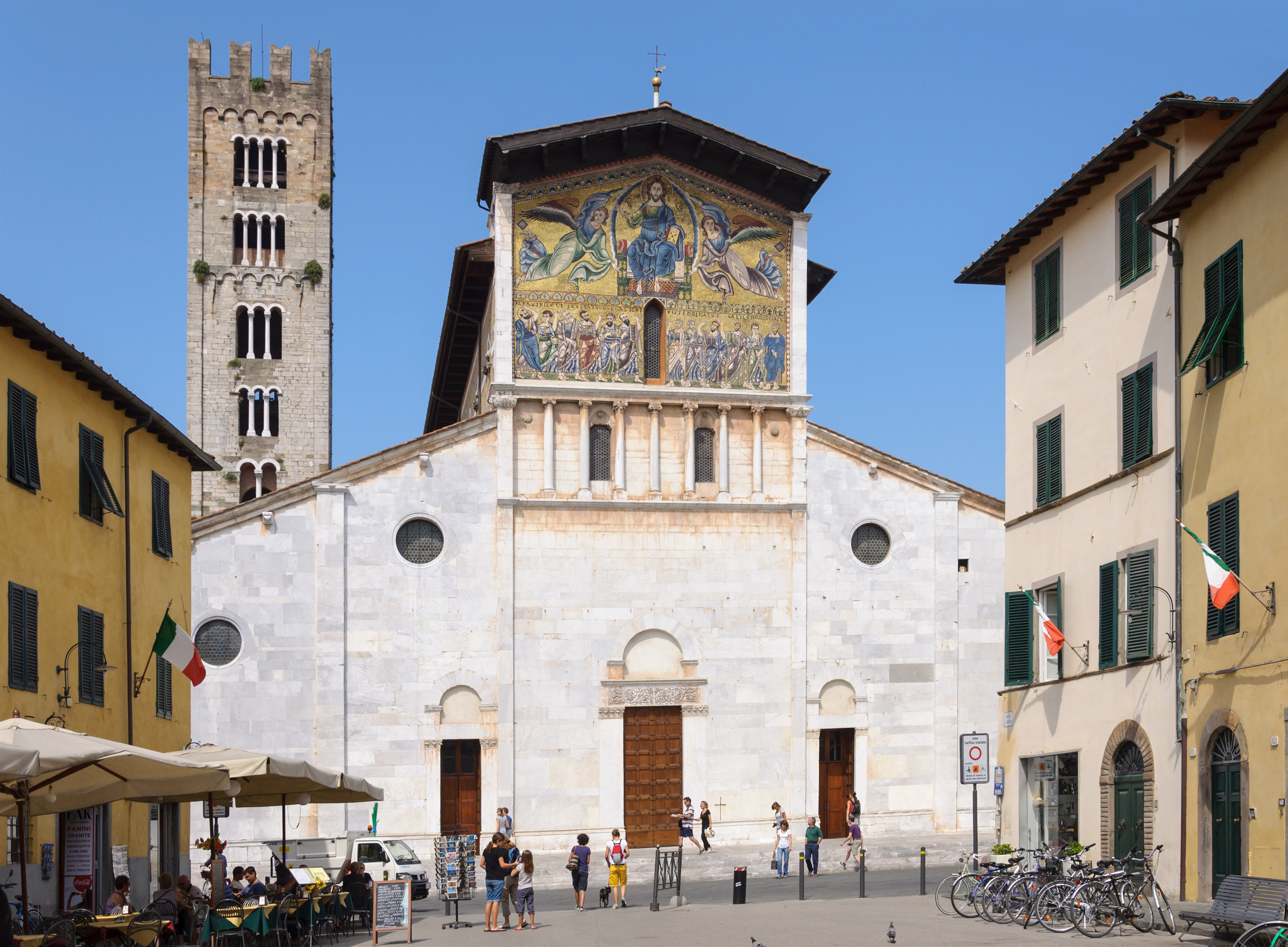
Fassadenansicht San Frediano

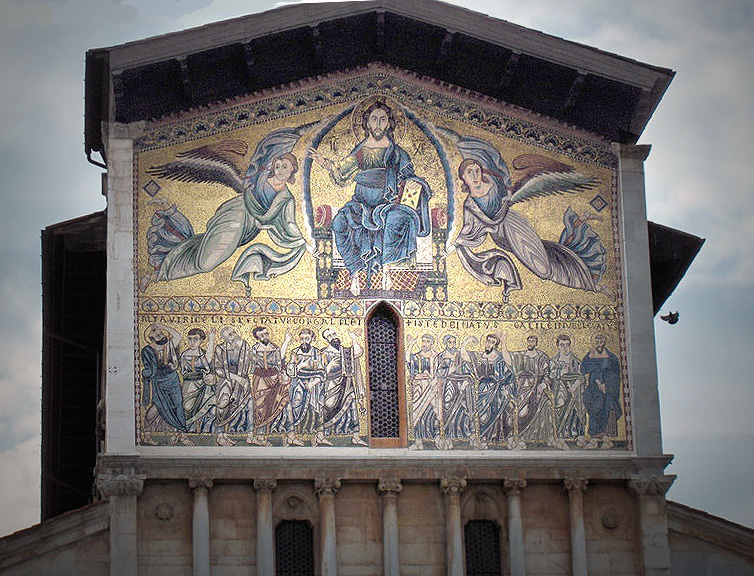
Mosaik an der Frontseite von San Frediano

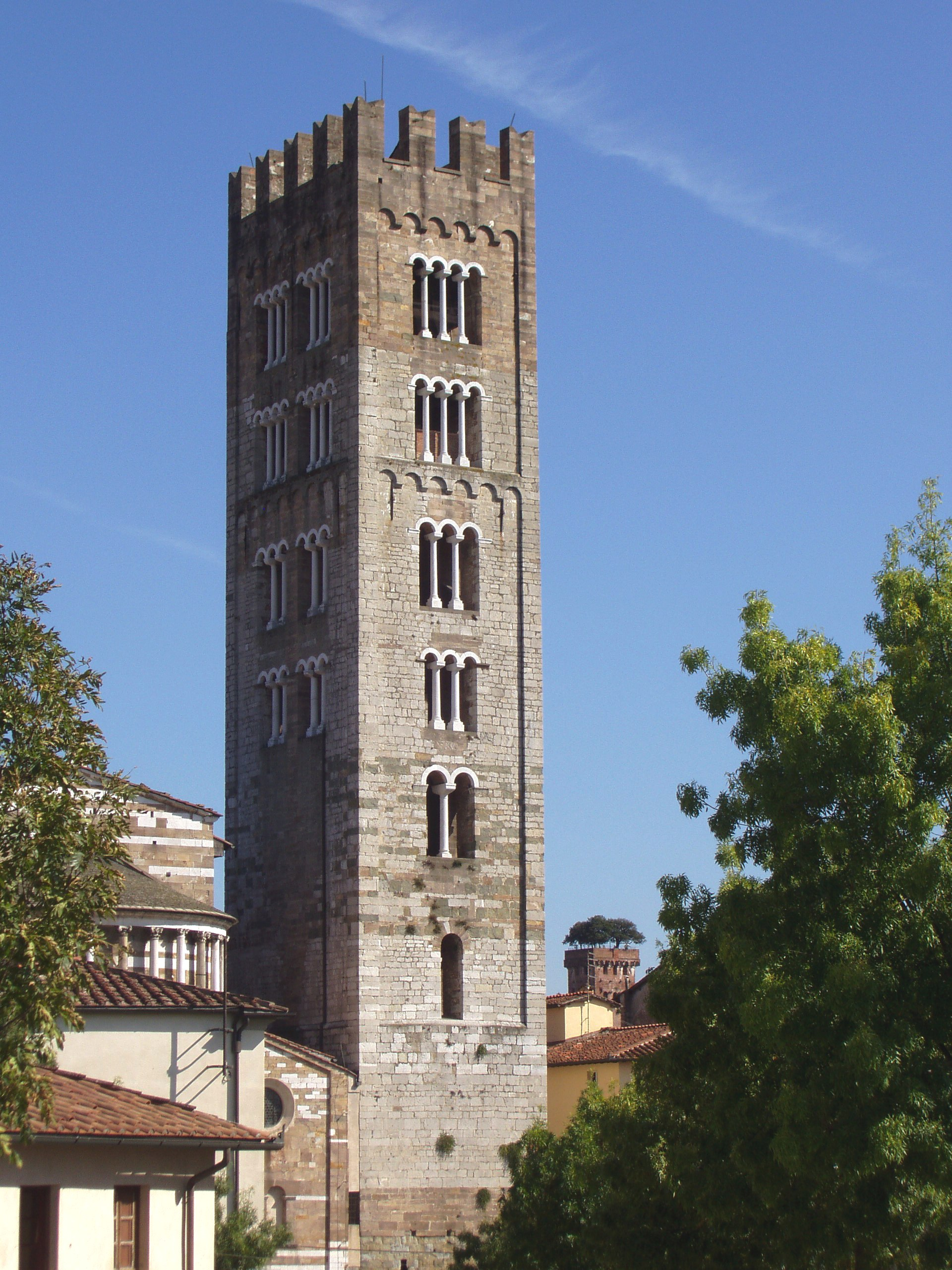
Campanile von San Frediano (Rückansicht)

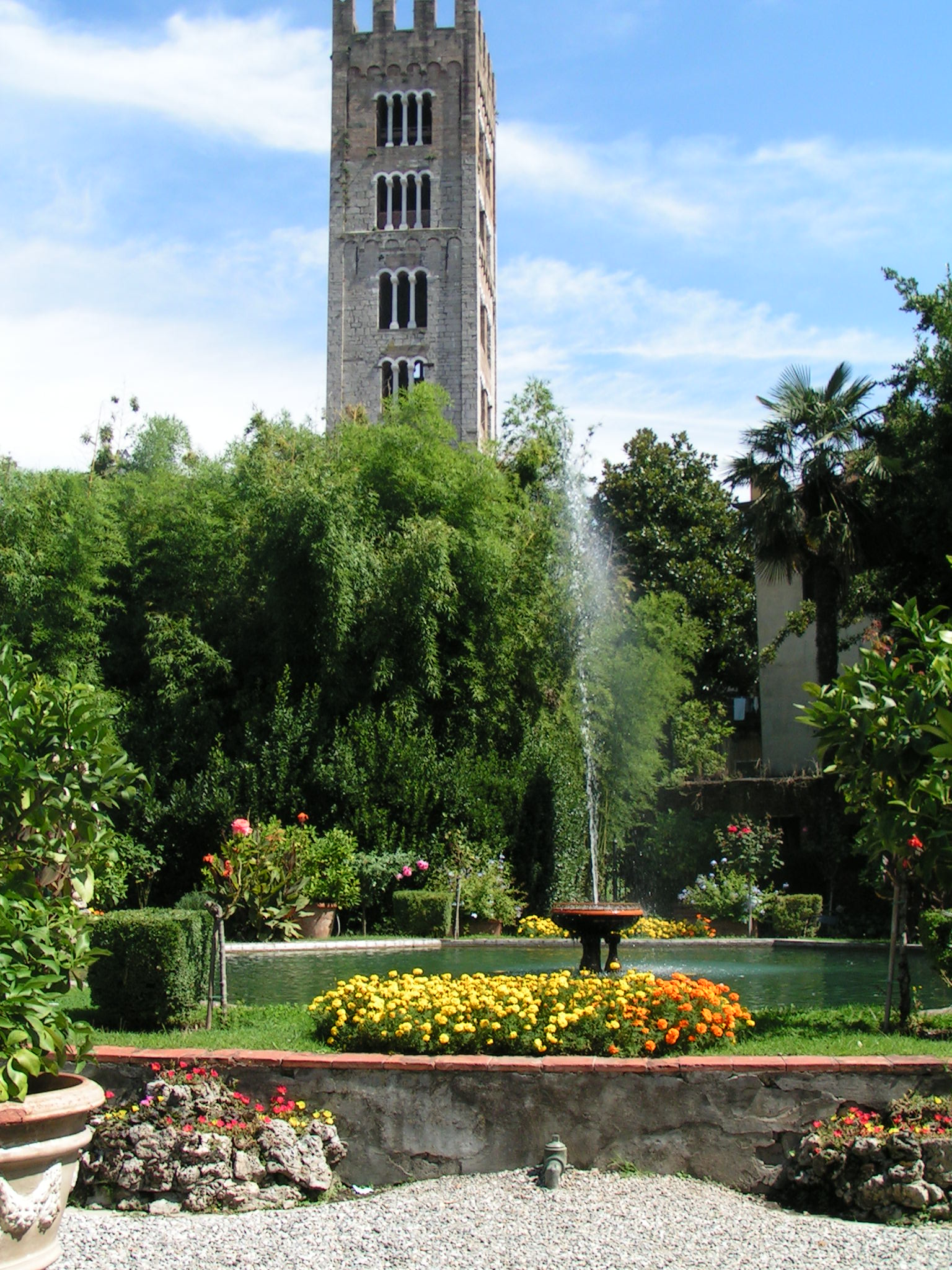
Campanile von San Frediano (im Vordergrund: Garten des Palazzo Pfanner)

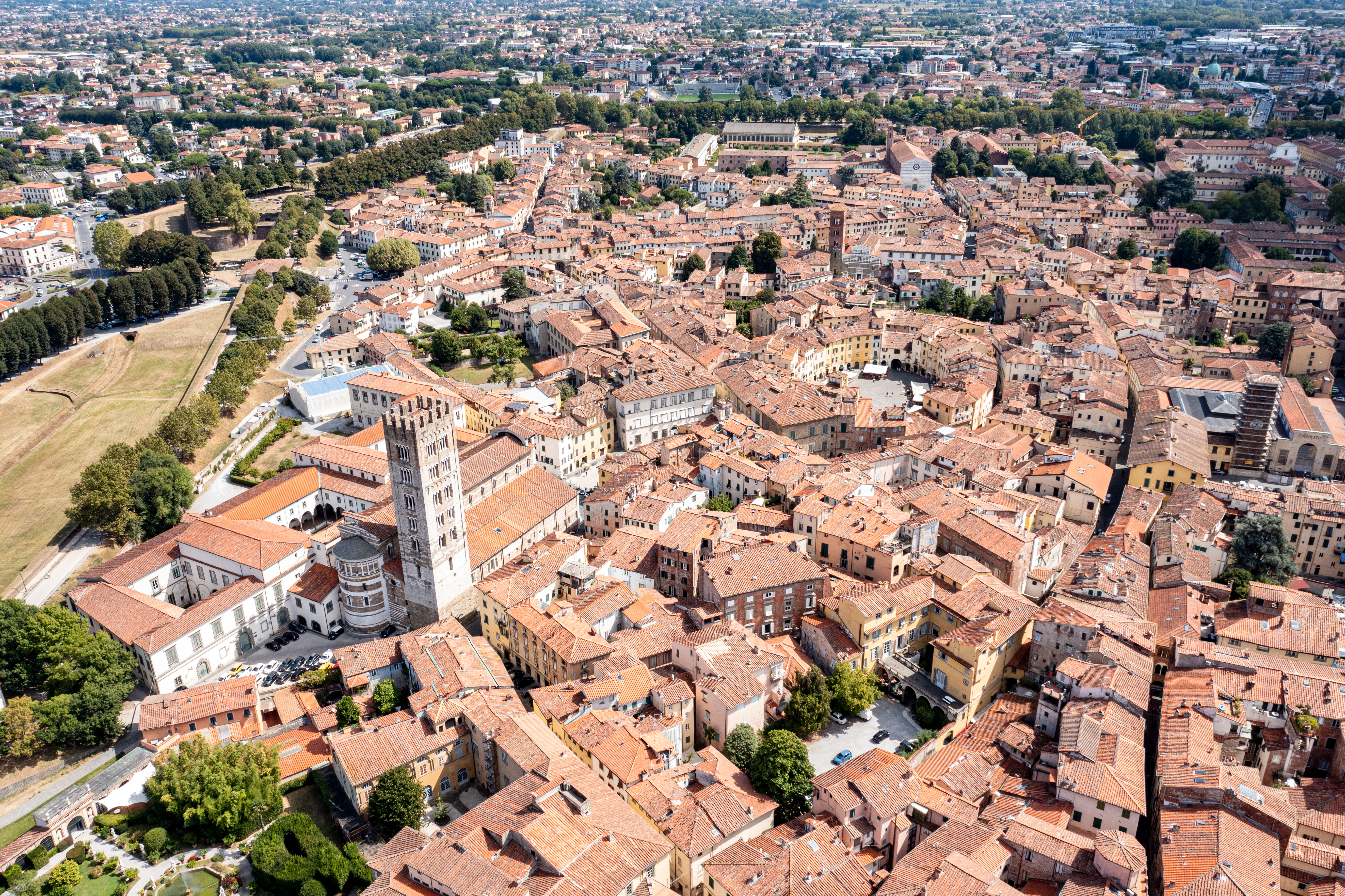
Die Basilica San Frediano in Lucca, Sept. 2021

San Frediano ist eine romanische Kirche in Lucca. Sie trägt seit 1957 den Ehrentitel einer Basilica minor. Sie ist dem Frediano von Lucca geweiht.
Die Fassade geht ausnahmsweise nicht nach Westen, sondern nach Osten, weil damals in direkter Nähe eine neue Stadtmauer gebaut worden war und man die Fassade nicht gegen diese Mauer gehen lassen wollte. Die Kirche wurde zu Beginn des 12. Jahrhunderts (1118–1147) erbaut, und im 13. Jahrhundert wurden die Langhausmauern um 3,30 Meter erhöht, weshalb nun auch die Fassade nach oben gezogen werden musste. So entstand ein merkwürdiger Aufbau auf dem unteren Fassadenteil, der mit einem Mosaik der „Himmelfahrt Christi“ versehen wurde (von diesem Mosaik ist nicht mehr alles original erhalten. Im 19. Jahrhundert musste es stark ergänzt werden). Der untere Teil steht in der älteren Tradition der einfachen Flächenfassaden.
Der Campanile wurde von 1112 bis 1147 errichtet. Er steht nicht vor der Hauptfassade, sondern an der Ostseite.
Der Innenraum bietet trotz oder wegen der späteren Veränderungen das Bild einer reinen, herben Romanik. Im Mittelschiff stehen Höhe und Breite im klassischen Verhältnis 2:1 wie im Dom von Pisa. Hier ist noch jener Eindruck der frühchristlichen Kirchen spürbar, in denen zwischen den Erdgeschossarkaden und der Fensterzone ein breiter Wandstreifen übrig bleibt, der mit Mosaiken bedeckt wurde, wie das heute noch am eindringlichsten in Ravenna zu sehen ist.
Im Seitenschiff direkt rechts am Eingang sind eine Taufkapelle und ein Taufbecken aus der Mitte des 12. Jahrhunderts zu sehen. Eigentlich sollte die Taufkapelle außerhalb der Kirche stehen, damit kein Ungetaufter ins Kircheninnere kommt. Aber auch zu dieser Regel gibt es Varianten, hier also das Taufbecken in direkter Nähe zum Eingang im Inneren. In Lucca existieren keine Baptisterien, die einzige Ausnahme stellt die Taufkapelle von Santi Giovanni e Reparata dar. Deutlich ist zu erkennen, dass der Taufbrunnen in der Bekrönung seines Innenbeckens große Ähnlichkeit zur Dachform des Pisaner Baptisteriums aufweist.
Drei Heilige der römisch-katholischen Kirche sind in dieser Kirche begraben. Unter dem Hochaltar befindet sich die Grabstätte des Kirchenpatrons, des Hl. Frediano. In einer Seitenkapelle ist der mumifizierte Körper der aus Lucca stammenden Hl. Zita als Reliquie ausgestellt. Ein kunstvolles Steinrelief schmückt das Grab des Richard von Wessex.